# 柳生望
柳生 望（やぎゅう のぞむ、1925年5月28日 - 2009年11月4日）は、日本のアメリカ文学者、翻訳家、牧師。立教女学院短期大学や桜美林大学で教授を務めた。
2009年11月4日、肺炎により84歳で死去。

## 著書
- 『アメリカ文学と終末の世界 脱・荒野の幻想』（ヨルダン社） 1980
- 『アメリカ・ピューリタン研究』（日本基督教団出版局） 1981
- 『ナルニアの国は遠くない C.S.ルイスのファンタジーの世界』（新教出版社） 1981
- 『アメリカ文学にみるピューリタニズムの遺産』（ヨルダン社） 1984
- 『英米文学にみる現代人の意識の変容』（ヨルダン社） 1985
- 『「インナー・アメリカ」アメリカ人の自己探究』（毎日新聞社、アメリカ研究シリーズ） 1985
- 『アメリカ思想の潮流 文明の展開の歴史』（毎日新聞社、アメリカ研究シリーズ） 1988
- 『「アメリカ文学にみる」精神と意識の変革』（毎日新聞社、アメリカ研究シリーズ） 1988
- 『国際時代の地域研究入門 アメリカ・日本・アジア』（オセアニア出版社） 1990
- 『アメリカ文学史の世界』（オセアニア出版社） 1990
- 『エルヴィス アメリカの青春』（テレビ朝日） 1992
- 『ロックン・ロール・アメリカ ポップの社会史』（オセアニア出版社） 1994
- 『物語解釈で聖書を読む』（ヨルダン社) 1998

## 訳書
- 『ジミー・カーターの世界 南部人の精神構造』（デーヴィッド・クハルスキー、ヨルダン社） 1977
- 『ヨハネ福音書』（ウィリアム・バークレー、ヨルダン社） 1985